# Seán Ardagh
Seán Ardagh (Dublín, 25 de noviembre de 1947 – 17 de mayo de 2016) fue un político irlandés, miembro del Fianna Fáil. Se desempeñó como un Teachta Dála para el distrito electoral de Baile Atha Cliath Theas-lar desde 1997 hasta 2011. Fue contador de profesión. Ardagh fue elegido por primera vez a la cámara baja del Oireachtas, el parlamento de Irlanda (Dáil Éireann), en las elecciones generales de 1997 y conservó su puesto en los comicios generales de 2002 y 2007.
El 9 de diciembre de 2010 anunció que no participaría en las elecciones generales de Irlanda de 2011. El 28 de enero de 2011 renunció a su cargo antes de las elecciones generales que se celebrarían ese año.
Su hija, Catherine Ardagh, fue senadora.
Seán Ardagh,  tras padecer una larga enfermedad, falleció el 17 de mayo de 2016